# Ufuk Ceylan
Ufuk Ceylan, né le 23 juin 1986 à Izmir, est un footballeur turc évoluant au poste de gardien de but au Yeni Malatyaspor

## Palmarès
- Championnat de Turquie : 2013
- Finaliste de la Coupe de Turquie : 2017